# 黎駿穎
黎駿穎（英語：Alfred Lai Chun-Wing，1992年—），泛民主派人士，民主黨成員，前屯門區議會屯門市中心議員。

## 背景
黎駿穎畢業於聖若瑟英文中學，香港中文大學及倫敦大學，曾任香港立法會議員鄺俊宇的議員助理。自2018年2月起在屯門市中心開展地區工作，2019年香港區議會選舉成功撃敗當區擔任25年議員的歐志遠。
黎駿穎於香港中文大學就讀政治與行政學系，2014年取得學士學位。 隨後加入民主黨總部秘書處工作，主要負責分配物資及支援等。 在職期間曾經進修，取得英國倫敦大學法律學士學位。

## 從政經歷

### 立法會議員助理
黎駿穎自2016年起擔任民主黨香港立法會議員鄺俊宇的議員助理，負責政策研究及跟進個案。 期間曾協助2017年港鐵縱火案的傷者及家屬向港鐵索償。 另外跟進違規改建的工廠大廈單位買賣，地產經紀涉嫌誤導買家銀行可以承辦按揭，隱瞞出售單位違規改建，訛騙買家購入工廠大廈單位的個案等。 自2019年6月爆發反對逃犯條例修訂草案運動以來，黎在6月時連續兩星期，陪伴立法會議員鄺俊宇到處巡視。6月12日當日曾到添馬公園及龍和道巡邏。

### 2019年香港區議會選舉
自2018年2月起，黎駿穎以民主黨社區主任身份，於屯門市中心展開地區工作。 他曾經代表民主黨屯門黨團向城市規劃委員會，就屯門區五幅用地改劃用途提出意見，其中建議保留三級歷史建築青山龍窯及附近一帶的建築，以保持青山龍窯的整體歷史價值。
黎駿穎於選舉提名期首日（2019年10月4日），向選舉事務處遞交提名，以民主黨名義出選屯門市中心（L01）選區，挑戰爭取第六次連任的歐志遠。 10月31日正式獲屯門民政事務專員、屯門市中心選區選舉主任馮雅慧確認，成為該選區1號候選人。 結果黎以超過六成得票（4,161票）當選，終止歐志遠25年的區議員生涯。
| 政党   | 政党   | 候选人    | 票数  | %     | ±      |
| ------ | ------ | --------- | ----- | ----- | ------ |
|        | 民主黨 | ①. 黎駿穎 | 4,161 | 63.19 | 不適用 |
|        | 無黨派 | ②. 歐志遠 | 2,424 | 36.81 | -27.72 |
| 多数票 | 多数票 | 多数票    | 1,737 | 26.38 | 不適用 |

## 區政事務

### 屯門不明氣體洩漏事件
2019年10月28日，屯門區發生不明氣體洩漏事件，導致區內多處居民感到不適。當日下午4時，時任屯門市中心社區主任黎駿穎收到居民來訊，在屯門站及瓏門一帶聞到刺鼻氣味，部分居民因此不適及咳嗽。 事隔近一個月後（即2019年11月25日），黎聯同屯門區內27名候任區議員聯署，促請行政長官林鄭月娥督促相關部門徹查事件，盡快交代事件因由。
12月1日，屯門區候任區議員再次收到富泰邨、華都花園、屯門市中心等居民投訴，指當日凌晨兩點至四點半期間嗅到刺鼻氣味。12月4日，黎再次聯同27位區內候任議員發表聲明，表示政府各個部門互相卸責，未有清楚交代10月28日的不明氣體事件。議員促請政府部門成立專責調查小組，調查不明氣體事件。

### 屯門公園噪音滋擾問題
2019年12月21日，屯門區多名候任區議員及社區主任舉行記者會，宣佈區議員將會每日下午輪流到屯門公園巡查，監察康文署執法，以改善公園長期噪音滋擾及表演「打賞」的問題。  黎駿穎在記者會表示，公園噪音每日下午2至6時影響居民，範圍甚廣，包括屯門市中心、友愛邨及龍門居。另外議員在公園內舉行公眾活動即遭抄查身份，質疑康文署執法不公。 翌日（12月22日），黎聯同數名候任區議員，包括黃丹晴、巫堃泰、林明恩及張可森下午到屯門公園巡視，視察園內表演熱點及署方執法情況。 期間黎及其他區議員發現公園內歌舞表演者噪音滋擾、收取打賞及行為不雅，故此即場向康文署職員舉報非法行乞及噪音滋擾。
2020年1月7日，黎駿穎及一眾區議員在屯門區議會大會前，向當區民政事務專員遞交請願信及居民簽名，就此要求民政專員介入，以及呼籲康文署對屯門公園噪音滋擾問題加強執法。 隨後黎在會議上動議，民政事務專員統籌各政府部門解決屯門公園問題，並向區議會報告，動議獲在席議員一致通過。

## 資料來源與註釋
1. ↑  . 屯門區議會. 2020-07-14  [2020-10-30]. （原始内容存档于2020-12-11） （中文（香港））.
2. ↑  . 民主黨.   [2019-11-30]. （原始内容存档于2020-11-16） （中文（香港））.
3. ↑  . 立場新聞. 2019-04-09  [2020-01-08]. （原始内容存档于2019-08-16）.
4. 1 2  歐陽翠詩. . 香港01. 2019-11-05  [2020-01-08]. （原始内容存档于2021-07-15）.
5. ↑  .   [2020-01-07]. （原始内容存档于2021-03-02）.
6. 1 2  . 明報. 2019-06-23  [2020-01-08]. （原始内容存档于2020-06-25）.
7. ↑  . 都市日報. 2018-09-04  [2020-01-08]. （原始内容存档于2018-09-05）.
8. ↑  王潔恩. . 香港01. 2018-09-03  [2020-01-08].
9. ↑  . 蘋果日報 (香港). 2018-09-03  [2020-01-08].
10. ↑  陳子雲. . 蘋果日報 (香港). 2019-11-05  [2020-01-08]. （原始内容存档于2019-12-31）.
11. ↑  城市規劃委員會.  (PDF). 2018-08-08: 21  [2020-01-08].
12. ↑  選舉事務處.  (PDF). 2019-10-17  [2020-01-08]. （原始内容存档 (PDF)于2019-12-15）.
13. ↑  香港特別行政區政府.  (PDF). 號外：香港特別行政區憲報. 2019-10-31, 23 (47): 第288號公告  [2020年1月8日].
14. ↑  香港特別行政區政府.  (PDF). 香港特別行政區憲報. 2019-11-29, 23 (48): 第7520號公告  [2020-01-08].
15. ↑  鄭寶生. . 香港01. 2019-10-28  [2020-01-08].
16. ↑  . 明報. 2019-10-28  [2020-01-08]. （原始内容存档于2019-10-30）.
17. ↑  鄭寶生. . 香港01. 2019-11-28  [2019-12-05]. （原始内容存档于2019-12-03）.
18. ↑  . 香港獨立媒體. 2019-12-04  [2020-01-05]. （原始内容存档于2019-12-22）.
19. ↑  . 立場新聞. 2019-12-21  [2020-01-08]. （原始内容存档于2019-12-22）.
20. ↑  . 蘋果日報 (香港). 2019-12-21  [2020年1月8日]. （原始内容存档于2019年12月21日）.
21. ↑  . 香港獨立媒體網. 2019-12-21  [2020-01-08]. （原始内容存档于2019-12-23）.
22. ↑  . 信報財經新聞. 2019-12-23  [2020-01-08].
23. ↑  . on.cc東網. 2019年12月22日  [2020年1月8日].
24. ↑  . 星島日報. 2019年12月22日  [2020年1月8日]. （原始内容存档于2019年12月24日）.
25. ↑  . am730. 2020年1月7日  [2020年1月17日].
26. ↑  . 立場新聞. 2020年1月7日  [2020年1月17日]. （原始内容存档于2020年1月8日）.

## 外部連結
- 黎駿穎的Facebook專頁
- 黎駿穎議員辦事處（页面存档备份，存于）
- 鄺俊宇前助理落戶屯門市中心 黎駿穎當選後的三大任務（页面存档备份，存于）
- . 屯門區議會. 2020-07-14  [2020-10-30]. （原始内容存档于2020-12-11） （中文（香港））.
- . 民主黨.   [2019-11-30]. （原始内容存档于2020-11-16） （中文（香港））.

| 議會席位      | 議會席位                                                   | 議會席位 |
| ------------- | ---------------------------------------------------------- | -------- |
| 前任： 歐志遠 | 屯門區議會 屯門市中心選區區議員 2020年1月1日－2021年7月6日 | 空缺     |